# Emil Andrae
Emil Valentin Andrae, född 23 februari 2002 i Västervik, Småland, är en svensk professionell ishockeyspelare som spelar för Lehigh Valley Phantoms i AHL.
Andrae draftades av Philadelphia Flyers i 2:a rundan, som 54:e spelare totalt i NHL-draften 2020.

## Klubblagskarriär

### Ungdomskarriär
I ung ålder började Andrae spela hockey för moderklubben Västerviks IK. Där gick han hela vägen från knatteskolan via ungdomslag och till debut i både J18- och J20-nivå.
Som 15-åring lämnade Andrae moderklubben för rivalen och grannstaden IK Oskarshamn. I Oskarshamn fick Andrae för första gången bekänna färg när han fick chansen att debutera i Hockeyallsvenskan. 15 år och knappt nio månader gammal blev han den yngsta spelaren någonsin att känna på svensk elithockey. Men tiden i Oskarshamn blev inte långvarig, han lämnade klubben efter endast en säsong.
Flytten från Oskarshamn tog honom till Jönköping och spel i HV71. Den första säsongen i HV71 blev det endast spel i juniorlagen, där han stod för 33 poäng på 51 matcher. Säsongen 2019/20 blev ett lyft i karriären, Andrae stod för 42 poäng på 42 matcher för HV:s juniorlag och han fick även vara ombytt i 10 SHL-matcher.

### Proffskarriär

#### HV71
Den 26 mars 2020 bekräftade HV71 att man flyttat upp Andrae permanent till A-laget. Andrae gjorde sitt första mål för HV71 den 5 september 2020 i en träningsmatch mot Linköpings HC i Husqvarna Garden. Han gjorde även tre assist i matchen som HV71 sedan vann med 7–2. Han gjorde sin första poäng i SHL den 24 september 2020 när han assisterade Lias Andersson i en 5–4-förlust mot Örebro HK.
Inför draften 2020 hade Andrae i stort sett varit i kontakt med varenda NHL-klubb. Andrae uttryckte sig själv om att klubbarna hade många frågor om hans storlek och explosivitet med skridskorna, vilket Andrae själv inte såg som något negativt. Andrae menade att så länge man kan flytta pucken och spela ett bra försvarsspel med bra positionsspel behöver man inte vara en stor spelare i dagens hockey.
Andrae blev sedan vald i 2:a rundan som 54:e spelare totalt av Philadelphia Flyers.
Detta innebar att blev den andra Västerviks-produkten genom tiderna att bli draftad sedan Niklas Eriksson gick i NHL-draften 1989. Niklas Eriksson blev även han draftad av Philadelphia Flyers i 6:e rundan som 177:e spelare totalt.
Andrae skrev den 25 september 2020 på sitt allra första professionella kontrakt med HV71, ett kontrakt som gjorde honom bunden till klubben ända fram till år 2023.
Andrae blev den 6 februari 2021 utlånad till moderklubben Västerviks IK i Hockeyallsvenskan, efter att han fått sparsamt med speltid SHL. Lånet var dubbelregistrerat vilket innebar att han kunde hoppa mellan spel med Västervik och HV71 vid behov. Andrae hade dock sedan tidigare redan lånats ut till Västervik, men hade då inte kommit till spel eftersom HV71 kallade tillbaka honom efter endast en träning med laget. Anledningen var den att HV71-backen Anton Karlsson plötsligt lämnade klubben och med Johannes Kinnvall på skadelistan hade HV71 inget annat val än att kalla hem Andrae.
Andrae gjorde sin debut för Västervik dagen efter att utlåningen blev officiell. Laget spelade borta mot BIK Karlskoga i Nobelhallen och han hoppade in i VIK:s förstafemma med Viktor Liljegren, Tim Wahlgren och Joakim Hagelin, samt NHL-meriterade Michael Kapla som backpartner. Västervik vann en målrik match med slutresultat 7–4. Andrae stod även för ett av målen i sin debut för moderklubben när han satte lagets 5–3-mål bakom Karlskogamålvakten Stefan Steen, 15 minuter in i den andra perioden.
Efter 15 matcher varvid han gjorde tre mål och tre assist i Hockeyallsvenskan med Västervik kallades Andrae tillbaka till HV71 den 19 mars 2021. Anledningen var att HV71 hade fem spelare som var sjuka eller skadade. Det fanns dock en öppning att han kunde återvända till Västervik om det skulle bli aktuellt.

HV71 kämpade i botten av SHL när Andrae återvände, laget hade gått tungt och hade förlorat flera viktiga matcher. Andrae sa i en intervju när han var utlånad till Västervik:
| ”             | Det är ju en stor press på HV i läget som de är i just nu. Det är ju skönt för mig, som inte har den erfarenheten, att inte behöva spela med kniven mot strupen i varenda match. Det är nog bra både för mig och för HV att jag kan spela här och utvecklas i stället. | „ |
| – Emil Andrae | |   |

HAn var med i HV71:s matchtrupp dagen efter att han kallades tillbaka. Matchen, som var en måstematch både för HV71 och motståndarna Brynäs, som båda kämpade i botten av tabellen. HV71 förlorade matchen med 2–1 efter att man släppt in det avgörande målet på övertid. HV71 fortsatte att gå tungt när SHL-säsongen började gå mot sitt slut. Efter nio förluster i rad blev HV71 klara för negativt kval när man föll stort mot Leksand med 6–0 den 23 mars 2021.
Säsongen slutade i total katastrof då HV71 åkte ur SHL efter 35 år. Detta efter att man förlorat med totalt 4–1 i matcher mot Brynäs IF i kvalserien. Andrae var endast ombytt i två av matcherna, och fick istället följa resten på läktaren. Trots detta valde han att förnya sitt kontrakt med HV71 den 9 maj 2021 och följde därmed med klubben ner i Hockeyallsvenskan.
Andrae gjorde sitt första tävlingsmål för HV71 när han gjorde lagets 1–0-mål mot AIK på Hovet den 1 oktober 2021. Matchen slutade 2–0 till HV71 som spelades framför 5 823 åskådare. Säsongen 2021/22 blev succé för Andrae och HV71. Klubben kvalificerad sig direkt tillbaka till SHL efter vinst mot Björklöven i slutspelsfinalen. Andrae vann även Guldgallret, ett pris som tilldelas den bästa junioren i Hockeyallsvenskan. Från sin backplats noterades han för 32 poäng på 37 matcher under säsongens gång.

#### Philadelphia Flyers
Efter att säsongen 2022/23 slutförts med HV71, skrev Andrae på ett tryoutkontrakt med Flyers för att ansluta sig till farmarlaget i American Hockey League (AHL), Lehigh Valley Phantoms, under resten av säsongen. Strax efter att ha gjort sin nordamerikanska debut med Phantoms, den 27 mars 2023, skrev Andrae på ett treårigt ingångskontrakt med Philadelphia Flyers med början säsongen 2023/24. Han gjorde sitt första mål i AHL den 2 april 2023 när han gjorde lagets enda mål i en 5–1-förlust mot Hartford Wolf Pack.
Den 10 oktober 2023 meddelade Philadelphia Flyers att de tagit ut Andrae till sin 23-mannatrupp inför NHL-säsongen 2023/24. Han gjorde sin NHL-debut den 14 oktober 2023 i en 5–2-förlust över Ottawa Senators i Canadian Tire Centre.

## Landslagskarriär

### Junior
Andrae representerade Sveriges U16 för första gången säsongen 2017/18, där han gjorde ett mål på tre matcher. 
Andrae blev under säsongen 2018/19 uttagen till den årliga turneringen World Under-17 Hockey Challenge som spelas i New Brunswick i Kanada, där kom han att representera Sveriges U17-landslag. Han och laget slutade på en tredjeplats i gruppspelet och fick då möta Kanada Svart i kvartsfinalen (Kanada ställde upp med två lag i turneringen, Svart och Röd). Sverige U17 vann matchen med 4–2 och kvalificerade sig därmed till semifinal där Ryssland väntade som motstånd. Väl i semifinalen blev ryssarna ett nummer för stora som sedan vann matchen med 6–4. Andrae och laget fick nu spela bronsmatch om tredjepriset i turneringen. I bronsmatchen ställdes man mot Kanada Röd som tidigare hade blivit utslagna av Finland med 5–2 i sin semifinal. Sverige U17 vann matchen mot Kanada Röd på straffar med 4–3 och kom därmed på en tredjeplats i turneringen. Andrae hann göra tre assist på sex matcher.
Andrae spelade även 17 matcher utanför World Under-17 Hockey Challenge för Sverige U17-trupp säsongen 2018/19. På de 17 matcherna hann han göra fyra mål och sex assist. Han blev utsedd till bäste back i en femnationersturnering som spelades i Tranås i februari 2019.
Andrae var uttagen till Sveriges U18-trupp när man samlades för första gången säsongen 2019/20. Under säsongen noterades Andrae för ett mål och 11 assist på 13 matcher för U18-landslaget. Han fick även förtroendet att leda laget och vara kapten under säsongen. Andrae var även uttagen till U18-landslaget när man skulle spela Hlinka Gretzky Cup i Slovakien och Tjeckien mellan 5 och 10 augusti 2019. Andrae och laget slutade på en andraplats i gruppspelet och åkte sedan ut i semifinalen mot Kanada efter förlust med 3–2. Andrae gjorde fyra assist på fem matcher under turneringen.
Andrae blev den 23 oktober 2020 uttagen till Juniorkronornas trupp till JVM-genrepet, där de skulle spela tre matcher mot Finland i Malmö, matcherna blev sedan inställda på grund av Covid-19 i den svenska truppen. Andrae var sedan med i Sveriges slutliga trupp till JVM 2021 som spelades i Kanada. På grund av den pågående Covid-19-pandemin var laget tvungna att sitta i karantän på hotell i Kanada från den 13 december till 18 december 2020 innan turneringen kunde starta. Karantänen för laget förlängdes sedan till den 21 december då två ledare i truppen visat positivt resultat för Covid-19. Andrae och laget inledde turneringen fenomenalt med två raka vinster mot Tjeckien och Österrike (7–1, 4–0), men i gruppens tredje match blev Ryssland för svåra och vann med 4–3 efter förläning. Rysslands vinst mot Sverige innebar att de bröt Sveriges makalösa segersvit som bestod av 54 raka segrar i gruppspelssammanhang i JVM. I sista gruppspelsmatchen åkte man på turneringens andra förlust när USA enkelt kunde vinna med 4–0. Detta innebar att Sverige fick möta Finland i kvartsfinalen. Finland vann kvartsfinalen med 3–2 efter att man avgjort med 24 sekunder kvar av matchen och Juniorkronorna var därmed utslagna.

## Spelstil
Andrae spelar med högt driv med pucken. Han jobbar aktivt på den blåa linjen för att komma till farliga skjutvägar från sin backposition. Trots sin relativt korta längd för en back (175 cm) hittar Andrae allt som oftast vägar att undgå tacklingar från motståndare och kan i vissa fall spela fysiskt tillbaka. Han har utmärkt passförmåga och kan göra fantastiska pass för att sätta sina lagkamrater i farliga målchanser.

## Privatliv
Emil Andrae är yngre bror till den före detta ishockeyspelaren Carl Andrae.

## Statistik
| 2015–16                  | Västerviks IK J18        | J18 Div.2                | —  | —  | —  | —  | —   | 4 | 1 | 2 | 3 | 0 |
| 2016-17                  | Västerviks IK U16        | U16 Div.1                | 13 | 10 | 12 | 22 | 8   | — | — | — | — | — |
|                          | Västerviks IK J20        | J20 Div.1                | 9  | 1  | 3  | 4  | 4   | — | — | — | — | — |
| 2017–18                  | IK Oskarshamn U16        | U16 Div.1                | 4  | 2  | 5  | 7  | 2   | — | — | — | — | — |
|                          | IK Oskarshamn J18        | J18 Elit                 | 19 | 4  | 11 | 15 | 18  | — | — | — | — | — |
|                          | IK Oskarshamn J20        | J20 Elit                 | 1  | 0  | 0  | 0  | 0   | 2 | 0 | 0 | 0 | 0 |
|                          | IK Oskarshamn            | HockeyAllsvenskan        | 4  | 0  | 0  | 0  | 2   | — | — | — | — | — |
| 2018–19                  | HV71 J18                 | J18 Elit                 | 28 | 4  | 22 | 26 | 30  | 5 | 1 | 2 | 3 | 4 |
|                          | HV71 J20                 | J20 SuperElit            | 23 | 2  | 5  | 7  | 22  | 3 | 0 | 0 | 0 | 2 |
| 2019–20                  | HV71 J18                 | J18 Elit                 | 2  | 1  | 3  | 4  | 6   | 1 | 1 | 1 | 2 | 0 |
|                          | HV71 J20                 | J20 SuperElit            | 40 | 11 | 27 | 38 | 82  | — | — | — | — | — |
|                          | HV71                     | SHL                      | 10 | 0  | 0  | 0  | 4   | — | — | — | — | — |
| 2020–21                  | HV71 J20                 | J20 SuperElit            | 1  | 0  | 1  | 1  | 0   | — | — | — | — | — |
|                          | HV71                     | SHL                      | 31 | 0  | 7  | 7  | 6   | 2 | 0 | 0 | 0 | 0 |
|                          | Västerviks IK (Lån)      | HockeyAllsvenskan        | 15 | 3  | 3  | 6  | 4   | — | — | — | — | — |
| SHL totalt               | SHL totalt               | SHL totalt               | 41 | 0  | 7  | 7  | 10  | 2 | 0 | 0 | 0 | 0 |
| HockeyAllsvenskan totalt | HockeyAllsvenskan totalt | HockeyAllsvenskan totalt | 19 | 3  | 3  | 6  | 6   | — | — | — | — | — |
| J20 SuperElit totalt     | J20 SuperElit totalt     | J20 SuperElit totalt     | 64 | 13 | 33 | 46 | 104 | 3 | 0 | 0 | 0 | 2 |
| J20 Elit totalt          | J20 Elit totalt          | J20 Elit totalt          | 1  | 0  | 0  | 0  | 0   | 2 | 0 | 0 | 0 | 0 |
| J18 Elit totalt          | J18 Elit totalt          | J18 Elit totalt          | 49 | 9  | 36 | 45 | 54  | 6 | 2 | 3 | 5 | 4 |

### Internationellt
| År            | Lag           | Turnering        |    | Matcher | Mål | Assist | Poäng | Utv |
| ------------- | ------------- | ---------------- | -- | ------- | --- | ------ | ----- | --- |
| 2017          | Sverige U16   | International-Jr | 3  | 1       | 0   | 1      | 2     |     |
| 2018          | Sverige U17   | WHC-17           | 6  | 0       | 3   | 3      | 6     |     |
| 2018          | Sverige U17   | International-Jr | 17 | 4       | 6   | 10     | 18    |     |
| 2019          | Sverige U18   | International-Jr | 13 | 1       | 11  | 12     | 14    |     |
| 2020          | Sverige U20   | WJC-20           | 5  | 0       | 1   | 1      | 2     |     |
| Junior totalt | Junior totalt | Junior totalt    | 44 | 6       | 21  | 27     | 42    |     |

## Meriter

### Landslag
- VM U17: Brons, 2018/19
- Hlinka Gretzky Cup: Brons, 2019/20

### Individuellt
- J20 SuperElit mest poäng av en försvarare: 2019/20 (38)
- J20 SuperElit (Söder) mest poäng av en försvarare: 2019/20 (23)
- TV-Pucken mest assist: 2017/18 (13)
- TV-Pucken mest assist av en försvarare: 2017/18 (13)
- TV-Pucken mest poäng av en försvarare: 2017/18 (16)

### Utmärkelse
- Västerviks-Tidningens Guldmedalj: 2020